# William Walesby
William Walesby (falecido em 1458) foi um cónego de Windsor de 1441 a 1450 e arquidiácono de Chichester de 1444 a 1444.

## Carreira
Ele foi nomeado:
- Prebendário da Igreja de Santa Maria de Castro, Leicester 1431
- Deão da Igreja de Santa Maria de Castro, Leicester 1431 - 1450
- Reitor de North Crawley, Buckinghamshire 1439 - 1449
- Reitor da Santíssima Trindade, Upper Chelsea até 1450
- Prebendário de Hurst em Chichester 1421
- Capelão do Rei
- Arquidiácono de Chichester 1440
- Prebendário de Lincoln 1441
- Prebendário de Fordington e Writhlington em Salisbury 1444-1458
- Reitor de Hayes, Middlesex 1450-1458
- Prebendário de St Stephen's Westminster
- Deão de Westminster de Santo Estêvão, 1445

Ele foi nomeado para a nona bancada na Capela de São Jorge, Castelo de Windsor em 1441, e manteve a canonaria até 1450.